# 大野寺
大野寺（おおのでら / おおのじ）は、奈良県宇陀市室生大野にある真言宗室生寺派の寺院。山号は楊柳山、本尊は弥勒菩薩。開基は役小角と伝える。役行者霊蹟札所。
室生寺の西の大門に位置する。宇陀川岸の自然岩に刻まれた彌勒磨崖仏があることで知られ、枝垂桜の名所としても知られる。

## 歴史

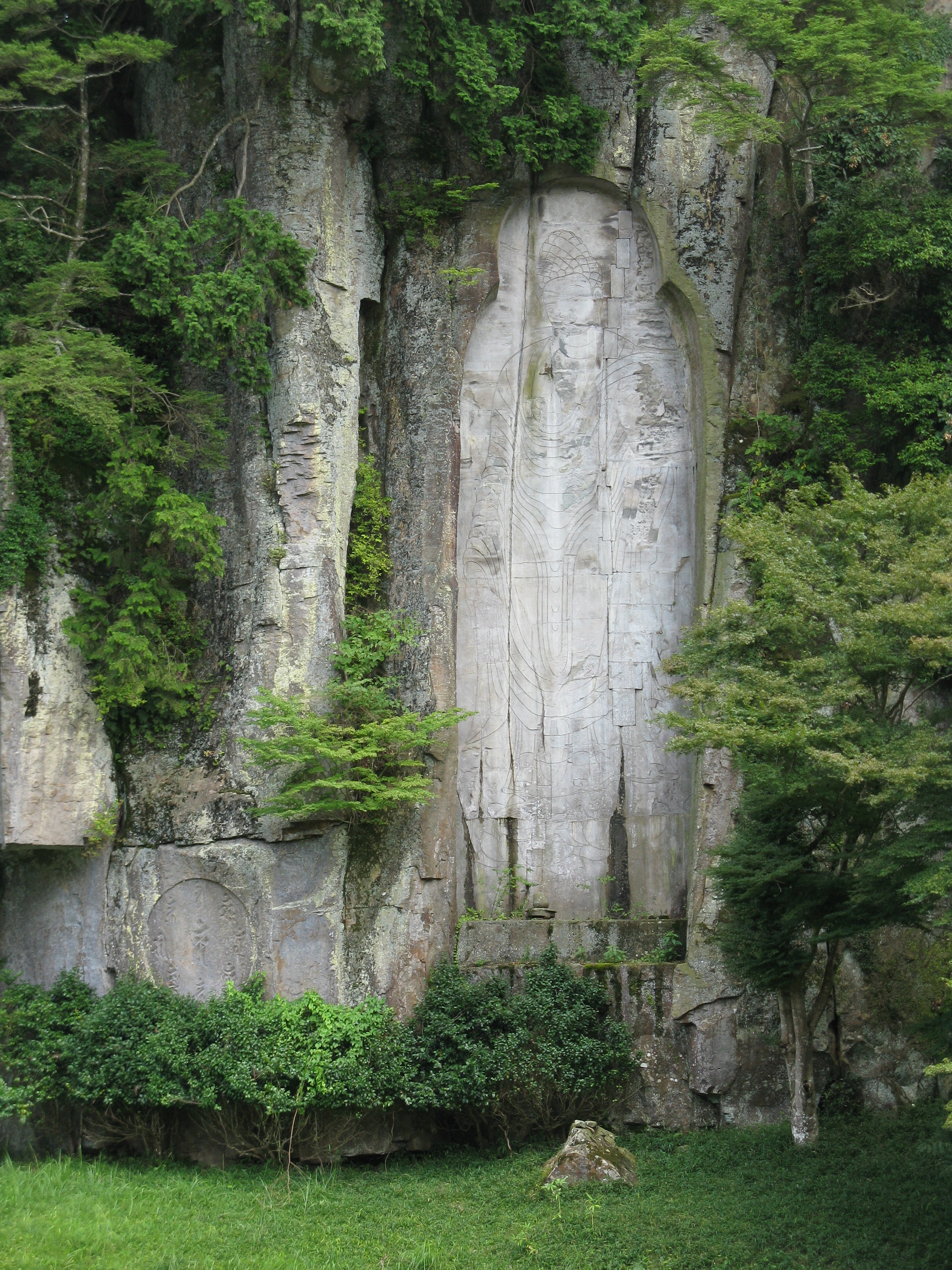
弥勒磨崖仏岩壁を光背形に彫り窪めた中に線刻されている。

宇陀川沿いの景勝の地にあり、近鉄室生口大野駅方面から室生寺へ向かう際の入口に位置する。伝承では白鳳9年（681年）、役小角（役行者）によって草創され、天長元年（824年）に空海（弘法大師）が堂を建立して「慈尊院弥勒寺」と称したという。役小角は修験道の開祖とされる伝説的要素の多い人物であり、空海が堂を建立との話も創建を宗祖に仮託した伝承とされており、創建の正確な経緯は不明である。近くにある室生寺は興福寺系（法相宗）の僧によって創建・整備されており、大野寺の磨崖仏造立にも興福寺の僧が関係していることから見て、興福寺と関係の深い寺院であったと考えられている。
宇陀川をはさんだ対岸にある弥勒磨崖仏は、「石仏縁起」（万治2年・1659年）や「興福寺別当次第」によれば、興福寺の僧・雅縁の発願により、承元元年（1207年）から制作が開始され、同3年に後鳥羽上皇臨席のもと開眼供養が行われたものである。
寺は1900年（明治33年）の火災で全焼した。その際、本尊をはじめとする仏像などは持ち出されたが、現存する建物はすべて火災以後のものである。

## 境内
- 本堂 - 本尊木造弥勒菩薩立像（秘仏）を安置する。
- 地蔵堂

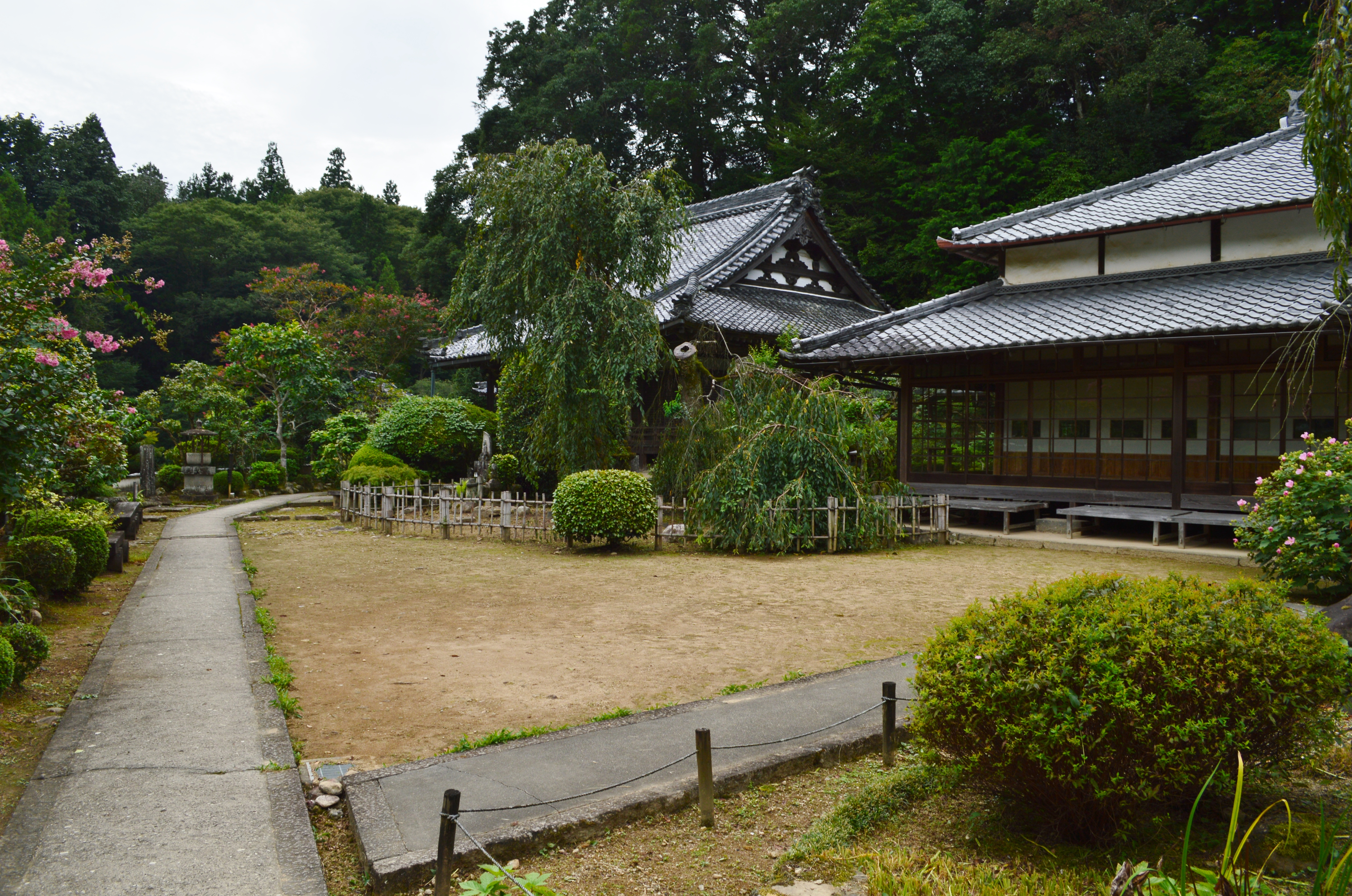
境内
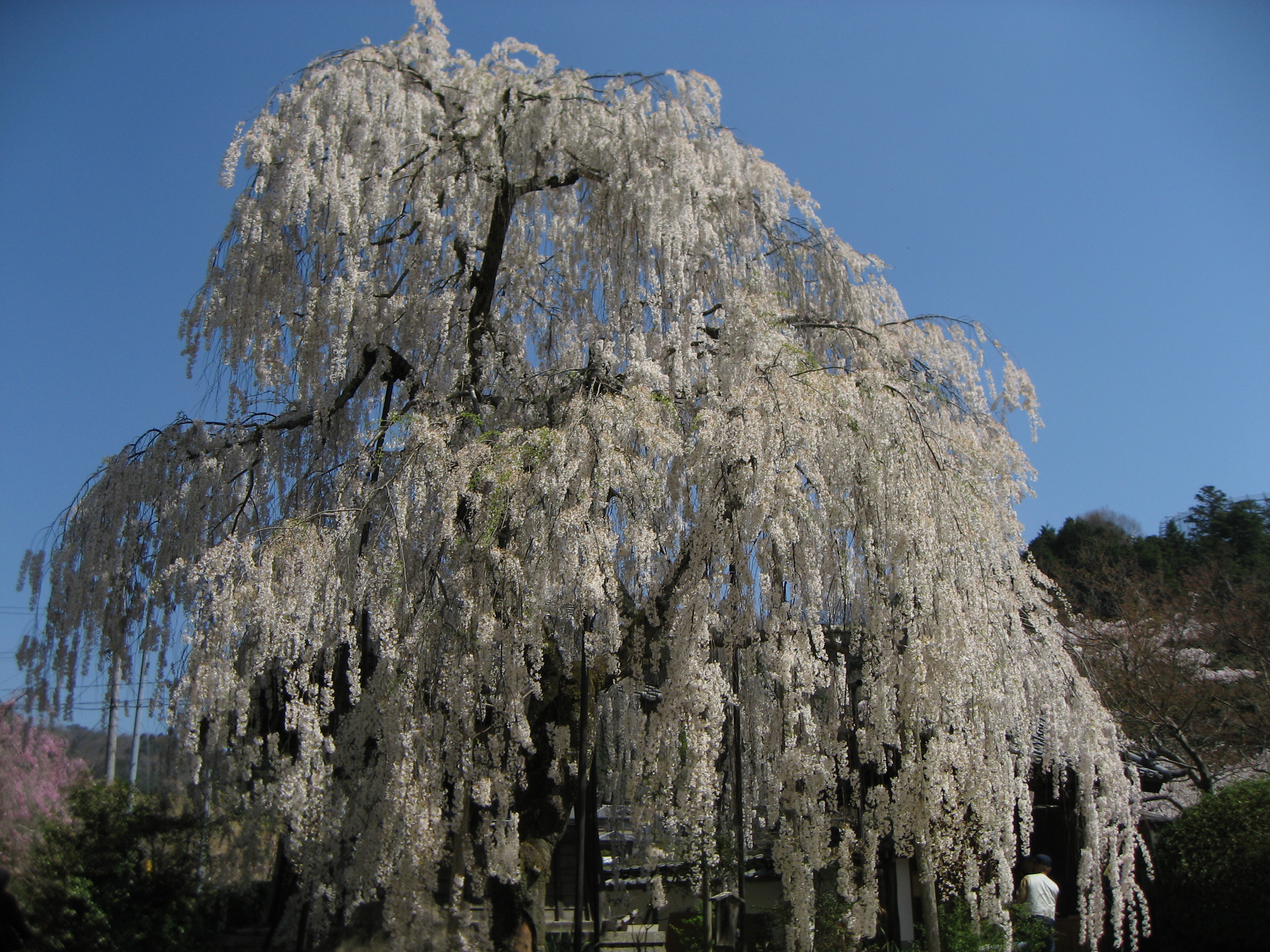
シダレザクラ（小糸枝垂桜、樹齢300年）

## 文化財

### 重要文化財（国指定）
- 木造地蔵菩薩立像（彫刻） - 鎌倉時代の寄木造の像で、無実の娘を火あぶりの刑から救ったという伝説にちなみ「身代わり地蔵」と呼ばれている。

### 国の史跡
- 大野寺石仏
宇陀川の対岸に位置する高さ約30メートルの大岩壁に刻まれた弥勒磨崖仏。岩壁を高さ13.8メートルにわたって光背形に掘り窪め、その中を平滑に仕上げた上で、像高11.5メートルの弥勒仏立像を線刻で表す。前述のように、興福寺の僧・雅縁の発願により、承元元年（1207年）から制作が開始され、同3年に後鳥羽上皇臨席のもと開眼供養が行われたものである。作者は宋から来日した石工・伊行末（いぎょうまつ/いのゆきすえ）の一派と考えられている。山城国笠置山にあった弥勒の大石仏（現在は光背のみが残る）を模したものである。像の向かって左手の岩壁下方には円形の区画内に種子曼荼羅（尊勝曼荼羅）を刻む。1934年（昭和9年）11月10日指定[1]。
石仏は岩盤からの地下水の滲出等で剥落の危険があったため、1993年から1999年にかけて保存修理工事を実施。岩表面の苔類の除去や地下水の流路を変える工事などが行われた。

## アクセス
- 近鉄大阪線室生口大野駅より徒歩5分